# Cody Franson
Cody Franson, född 8 augusti 1987 i Sicamous, British Columbia, är en kanadensisk professionell ishockeyspelare som spelar för Avangard Omsk i KHL.
Han har tidigare spelat på NHL-nivå för Buffalo Sabres, Chicago Blackhawks, Toronto Maple Leafs och Nashville Predators och på lägre nivåer för Rockford IceHogs och Milwaukee Admirals i AHL, Brynäs IF i Elitserien och Vancouver Giants i WHL.
Franson draftades i tredje rundan i 2005 års draft av Nashville Predators som 79:e spelare totalt.
Den 15 februari 2015 skickade Maple Leafs iväg Franson och Mike Santorelli till Predators i utbyte mot Olli Jokinen, Brendan Leipsic och ett första draftval i 2015 års draft.
Den 5 september 2018 skrev han på ett tvåårskontrakt för spel i KHL med Avangard Omsk.

## Statistik
| 2002–2003         | Sicamous Eagles         |                   | 65  | 44 | 82  | 126 | 42  | —  | — | —  | —  | —  |
|                   | Vancouver Giants        | WHL               | 3   | 0  | 0   | 0   | 0   | —  | — | —  | —  | —  |
| 2003–2004         | Beaver Valley NiteHawks | KIJHL             | 48  | 10 | 22  | 32  | 70  | —  | — | —  | —  | —  |
|                   | Trail Smoke Eaters      | BCHL              | 2   | 0  | 1   | 1   | 0   | —  | — | —  | —  | —  |
|                   | Vancouver Giants        | WHL               | 2   | 0  | 0   | 0   | 0   | —  | — | —  | —  | —  |
| 2004–2005         | Vancouver Giants        | WHL               | 64  | 2  | 11  | 13  | 44  | 4  | 0 | 1  | 1  | 0  |
| 2005–2006         | Vancouver Giants        | WHL               | 71  | 15 | 40  | 55  | 61  | 18 | 5 | 15 | 20 | 12 |
| 2006–2007         | Vancouver Giants        | WHL               | 59  | 17 | 34  | 51  | 88  | 19 | 3 | 4  | 7  | 10 |
| 2007–2008         | Milwaukee Admirals      | AHL               | 76  | 11 | 25  | 36  | 40  | 6  | 0 | 2  | 2  | 2  |
| 2008–2009         | Milwaukee Admirals      | AHL               | 76  | 11 | 41  | 52  | 47  | 11 | 3 | 5  | 8  | 8  |
| 2009–2010         | Nashville Predators     | NHL               | 61  | 6  | 15  | 21  | 16  | 4  | 0 | 1  | 1  | 2  |
|                   | Milwaukee Admirals      | AHL               | 6   | 2  | 5   | 7   | 4   | —  | — | —  | —  | —  |
| 2010–2011         | Nashville Predators     | NHL               | 80  | 8  | 21  | 29  | 30  | 12 | 1 | 5  | 6  | 0  |
| 2011–2012         | Toronto Maple Leafs     | NHL               | 57  | 5  | 16  | 21  | 22  | —  | — | —  | —  | —  |
| 2012–2013         | Toronto Maple Leafs     | NHL               | 56  | 23 | 37  | 60  | 120 | 9  | 4 | 2  | 6  | 16 |
|                   | Brynäs IF               | Elitserien        | 26  | 3  | 4   | 7   | 10  | —  | — | —  | —  | —  |
| 2013–2014         | Toronto Maple Leafs     | NHL               | 79  | 5  | 28  | 33  | 30  | —  | — | —  | —  | —  |
| 2014–2015         | Toronto Maple Leafs     | NHL               | 55  | 6  | 26  | 32  | 26  | —  | — | —  | —  | —  |
|                   | Nashville Predators     | NHL               | 23  | 1  | 3   | 4   | 2   | 5  | 0 | 2  | 2  | 0  |
| 2015–2016         | Buffalo Sabres          | NHL               | 59  | 4  | 13  | 17  | 26  | —  | — | —  | —  | —  |
| 2016–2017         | Buffalo Sabres          | NHL               | 68  | 3  | 16  | 19  | 34  | —  | — | —  | —  | —  |
| 2017–2018         | Chicago Blackhawks      | NHL               | 23  | 1  | 6   | 7   | 8   | —  | — | —  | —  | —  |
|                   | Rockford IceHogs        | AHL               | 37  | 9  | 19  | 28  | 10  | 13 | 6 | 7  | 13 | 9  |
| 2018–2019         | Avangard Omsk           | KHL               | —   | —  | —   | —   | —   | —  | — | —  | —  | —  |
| NHL totalt        | NHL totalt              | NHL totalt        | 550 | 43 | 169 | 212 | 202 | 28 | 4 | 11 | 15 | 2  |
| KHL totalt        | KHL totalt              | KHL totalt        | —   | —  | —   | —   | —   | —  | — | —  | —  | —  |
| AHL totalt        | AHL totalt              | AHL totalt        | 195 | 33 | 90  | 123 | 101 | 30 | 9 | 14 | 23 | 19 |
| Elitserien totalt | Elitserien totalt       | Elitserien totalt | 26  | 3  | 4   | 7   | 10  | —  | — | —  | —  | —  |
| WHL totalt        | WHL totalt              | WHL totalt        | 199 | 34 | 85  | 119 | 193 | 41 | 8 | 20 | 28 | 22 |